# NOW&NEXT
『NOW&NEXT』（ナウアンドネクスト）は、エフエム北海道（AIR-G'）で放送のラジオ番組。放送時間は毎週金曜 19:00 - 19:30 （日本標準時）。
パーソナリティーはCHIHIRO。